# Hans von Savoyen

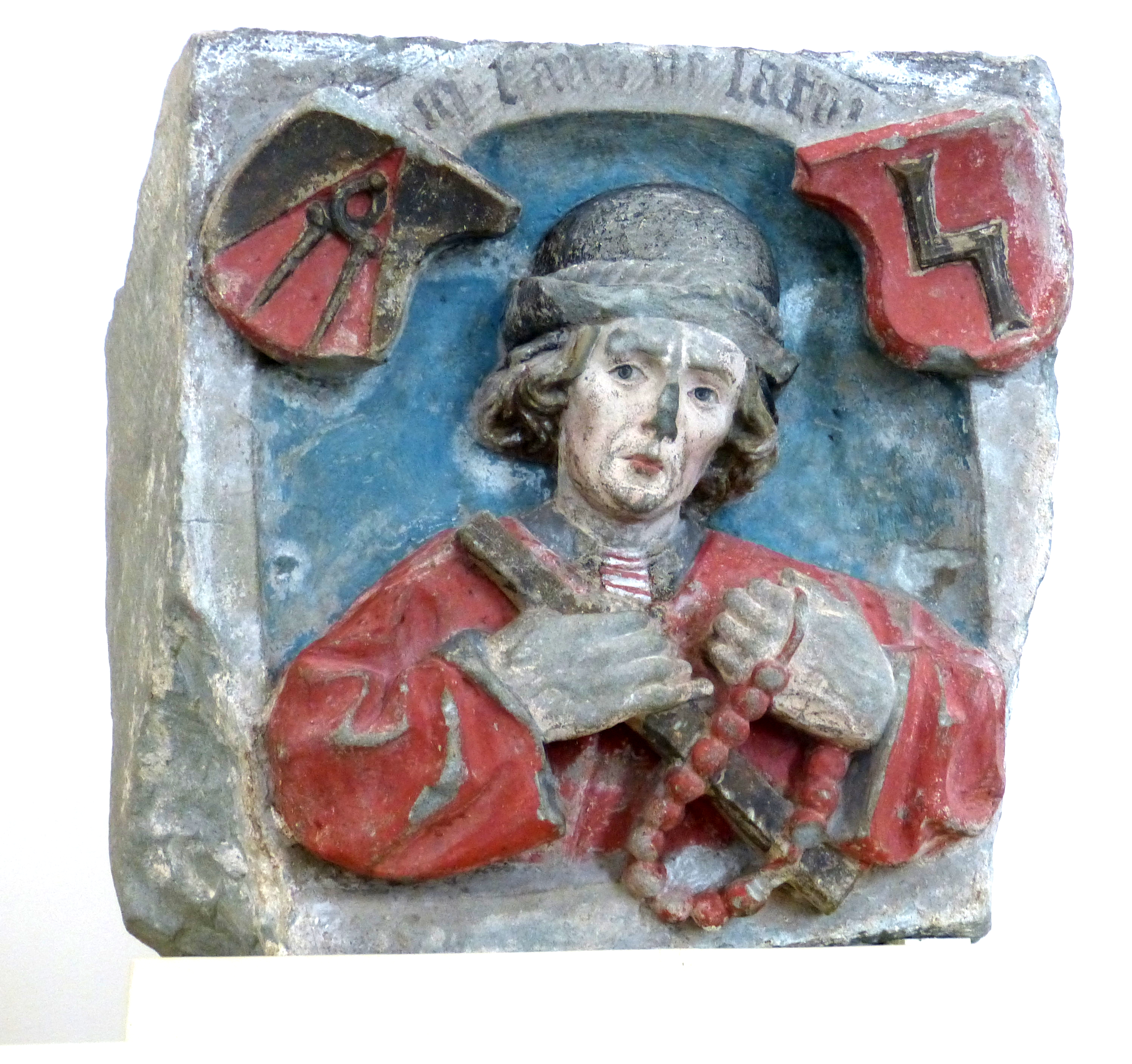
Konsolstein mit Porträt des Hans von Saphoy, Klostermuseum Salem

Hans von Savoyen (auch: Hans von Saphoy oder Hans von Salmansweiler , * um 1450 in Salem; † um 1500 ebd.) war ein deutscher Baumeister und Bildhauer der Spätgotik.

## Leben
Hans Saphoy entstammte einer seit dem 14. Jahrhundert nachweisbaren, mit den Parlern verwandtschaftlich verbundenen Baumeisterfamilie, deren bedeutendstes Mitglied der Kölner Dombaumeister Michael von Savoyen war. Er war Untertan der schwäbischen Reichsabtei Salem, in der die Familie ihr Erbbegräbnis hatte. Ein weiterer Vorfahre, gleichfalls mit dem Namen Michael von Savoyen, erscheint erstmals 1415 als Baumeister der Abtei.
1477 wurde Hans von Savoyen als Gutachter in einem Streitfall zwischen dem Kloster und dem Baumeister Hans von Sunthofen nach Weingarten berufen. 1480 erhielt er den Auftrag für Bauarbeiten an der Stadtpfarrkirche von Pfullendorf über Umbau und Ausstattung des Chores sowie den Bau der Sakristei, in dessen Schlussstein er sein Wappen anbrachte. In Salem selbst hat sich ein Konsolstein mit seinem Porträt, bezeichnet „M. Hans vō Safoi“, erhalten, von den dort von ihm errichteten Bauten ist nichts überliefert. 
Ein Nachkomme, der Wiener Dombaumeister Hans Saphoy, stiftete 1570 für seine Vorfahren Hans und Marx von Savoyen ein Epitaph in der Klosterkirche von Salem. 
Als Wappen führte Hans von Savoyen neben dem Sparrenwappen mit Zirkel den parlerischen Winkelpfahl, wohl um damit seine Abstammung in indirekter Line von Peter Parler zu betonen.